# Ada Wińcza
Ada Wińcza (ur. w Wilnie, zm. 18 kwietnia 2007 w Johannesburgu) – znawczyni kultury i świata zwierząt Afryki Wschodniej.
Urodziła się i wychowała w Polsce. Studiowała na Uniwersytecie Stefana Batorego w Wilnie. W czasie II wojny światowej przebywała na robotach przymusowych w Niemczech. Po jej zakończeniu wyjechała do Afryki Wschodniej i mieszkała z rodziną w Tanzanii, Kenii, RPA. Trudniła się rozmaitymi zajęciami, m.in. prowadziła bekoniarnię, pracowała w rzemiośle sizalowym, a także polowała na słonie.
W czasie pobytu w Kenii wraz z mężem prowadziła safari dla zagranicznych turystów. Wyjechała z Kenii z końcem lat 70. do Johannesburga, gdzie prowadziła mały butik z pamiątkami z Afryki Wschodniej przy Mandela Square.
Jej mąż Władysław Wińcza prowadził przedsiębiorstwo „Hunters and Guides. Kenia Ltd”. Był też znanym myśliwym – wicedyrektorem „Professional Hunters Association of East Africa”.
Jej pierwszą książkę po raz pierwszy wydano w 1971 roku w Londynie.

## Publikacje
- Ada Wińcza, „Wspaniali Masajowie”, Wydawnictwo „Śląsk”, Katowice, 1976, z ang. przeł. Zofia Krajewska; przedmową opatrzyli Eugeniusz Rzewuski i Maria Włodkowska.
- Ada Wińcza, „Safari hatari”, 1976
- Ada Wińcza, „Opowieści z sawanny i buszu” Katowice: Śląsk, Wydanie II, [1983]. ISBN 83-216-0338-6.